# Hadroplax
Hadroplax is een geslacht van kreeftachtigen uit de klasse van de Malacostraca (hogere kreeftachtigen).

## Soorten
- Hadroplax nipponensis (Yokoya, 1933)
- Hadroplax sinuatifrons (Miers, 1886)